# Dorothy Spencer
Dorothy Spencer (* 3. Februar 1909 in Covington, Kentucky; † 23. Mai 2002 in Encinitas bei San Diego, Kalifornien) war eine US-amerikanische Filmeditorin.

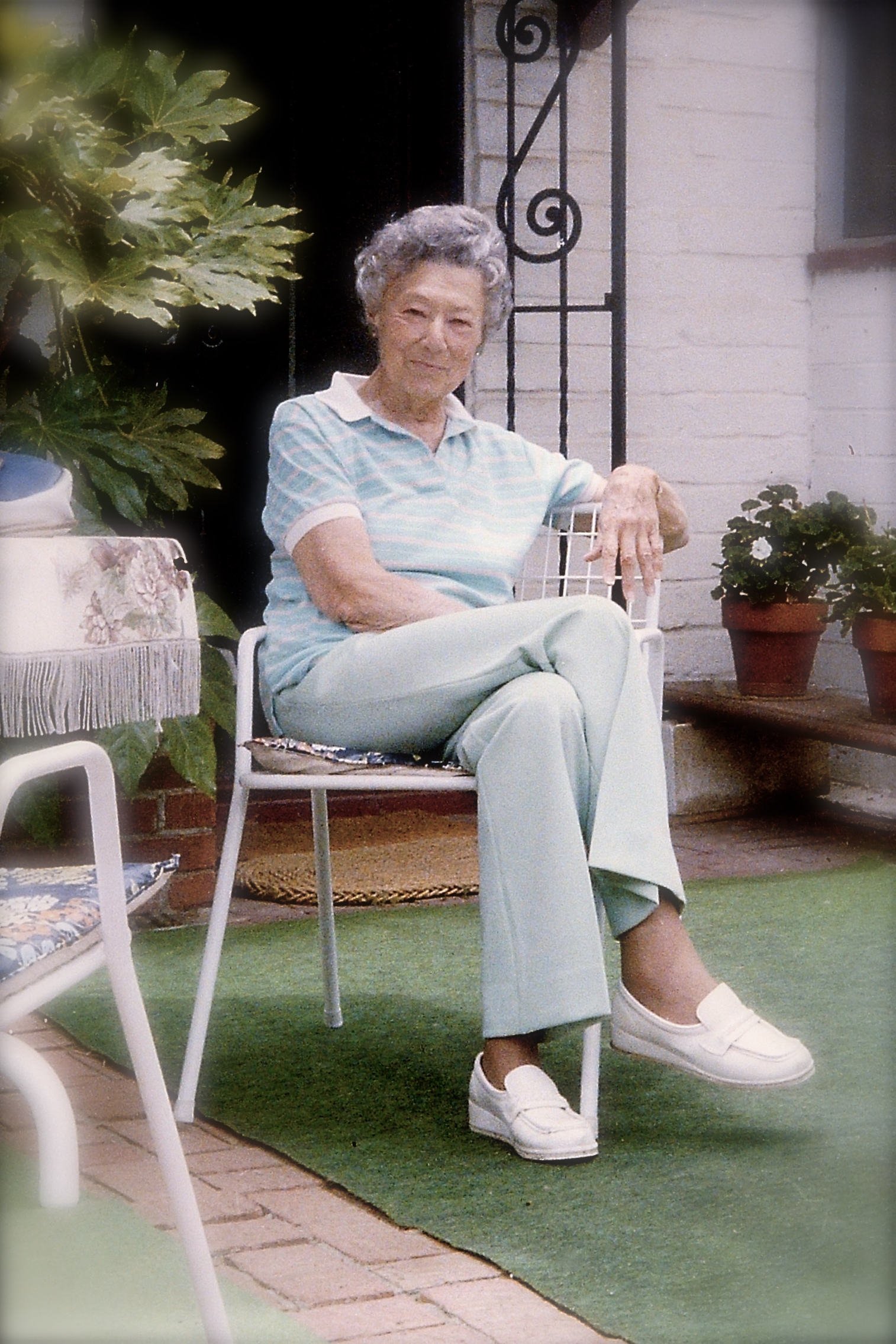
Dorothy Spencer in ihrem Haus in Encinitas, CA im Juni 1985

## Leben
Ihr Debüt als Editorin gab Spencer 1929 mit dem Film Married in Hollywood. Zu den Regisseuren, mit denen sie häufiger zusammenarbeitete, gehören Mark Robson, Anatole Litvak und insbesondere Ernst Lubitsch. Ihre erste gemeinsame Produktion war Sein oder Nichtsein von 1942. Auch mit Edward Dmytryk kooperierte sie bei mehreren Produktionen, ebenso mit Regisseur Henry Hathaway.
Viermal wurde Spencer in ihrer Karriere für den Oscar in der Kategorie Bester Schnitt nominiert, erstmals 1940 für den Western Ringo, bei dem sie mit Otho Lovering zusammenarbeitete. 1989 erhielt sie von den American Cinema Editors den Career Achievement Award.
Nach dem 1979 gedrehten Katastrophenfilm Airport ’80 – Die Concorde beendete Spencer ihre Karriere. Insgesamt wirkte sie an mehr als 70 Produktionen mit.

## Filmografie (Auswahl)

### Als Schnittassistentin bzw. Co-Editorin
- 1926: Der starke Mann (The Strong Man)
- 1927: Long Pants
- 1929: Four Married Men
- 1929: In Old Arizona
- 1929: Married In Hollywood
- 1929: Nix On Dames
- 1934: As Husbands Go
- 1934: Coming Out Party
- 1934: She Was a Lady
- 1936: The Case Against Mrs. Ames
- 1936: The Luckiest Girl in the World
- 1936: The Moon’s Our Home
- 1937: Stand-In
- 1937: Für Sie, Madame … (Vogues of 1938)
- 1938: Blockade
- 1938: Trade Winds
- 1939: Zauberer der Liebe (Eternally Yours)
- 1939: Ringo (Stagecoach)
- 1939: Winter Carnival
- 1940: Der Auslandskorrespondent (Foreign Correspondent)

### Als Filmeditorin
- 1935: Luxusmädel (Lottery Lover)
- 1941: Waffenschmuggler von Kenya (Sundown)
- 1941/45: I Was a Criminal
- 1942: Sein oder Nichtsein (To Be or Not to Be)
- 1943: Ein himmlischer Sünder (Heaven can wait)
- 1944: Das Rettungsboot (Lifeboat)
- 1944: Sweet and Low-Down
- 1945: Ein Baum wächst in Brooklyn (A Tree Grows in Brooklyn)
- 1945: Skandal bei Hofe (A Royal Scandal)
- 1946: Cluny Brown auf Freiersfüßen (Cluny Brown)
- 1946: Faustrecht der Prärie (My Darling Clementine)
- 1946: Weißer Oleander (Dragonwyck)
- 1947: Ein Gespenst auf Freiersfüßen (The Ghost and Mrs. Muir)
- 1948: Die Frau im Hermelin (That Lady in Ermine)
- 1948: Die Schlangengrube (The Snake Pit)
- 1949: Seemannslos (Down to the Sea in Ships)
- 1950: Drei kehrten heim (Three Came Home)
- 1951: Vierzehn Stunden (14 Hours)
- 1951: Entscheidung vor Morgengrauen (Decision Before Dawn)
- 1952: Schwarze Trommeln (Lydia Bailey)
- 1953: Ein Mann auf dem Drahtseil (Man on a Tightrope)
- 1954: Das unsichtbare Netz (Night People)
- 1954: Die gebrochene Lanze (Broken Lance)
- 1954: Die Gladiatoren (Demetrius and the Gladiators)
- 1955: König der Schauspieler (Prince of Players)
- 1955: Die linke Hand Gottes (The Left Hand of God)
- 1955: Treffpunkt Hongkong (Soldier of Fortune)
- 1955: Der große Regen (The Rains of Ranchipur)
- 1956: Der Mann im grauen Flanell (The Man in the gray Flannel Suit)
- 1956: Fanfaren der Freude (The Best Things in Life Are Free)
- 1957: Giftiger Schnee (A Hatful of Rain)
- 1958: Die jungen Löwen (The Young Lions)
- 1959: Die Reise (The Journey)
- 1960: Sieben Diebe (Seven Thieves)
- 1960: Land der tausend Abenteuer (North to Alaska)
- 1961: Lied des Rebellen (Wild in the Country)
- 1963: Cleopatra
- 1964: Circus-Welt (Circus World)
- 1965: Colonel von Ryans Express (Von Ryan’s Express)
- 1966: Sie fürchten weder Tod noch Teufel (Lost Command)
- 1967: Das Tal der Puppen (Valley of the Dolls)
- 1967: Leitfaden für Seitensprünge (A Guide for the Married Man)
- 1974: Erdbeben (Earthquake)
- 1979: Airport ’80 – Die Concorde (The Concorde: Airport ’79)